# Муни, Джон (музыкант)
Джон Муни (англ. John Mooney; 3 апреля 1955, Ист-Ориндж, Нью-Джерси, США) — американский блюзовый гитарист, вокалист и автор песен. Номинант Blues Music Awards в номинациях «Альбом акустического блюза» (1998, 2015), «Исполнитель акустического блюза» (2015), «Альбом современного блюза» (2003, 2007), «Исполнитель современного блюза» (2003). Создал уникальный музыкальный стиль посредством сочетания двух разнородных блюзовых традиций: дельта-блюза Миссисипи с типичным ритмом Нового Орлеана. Играет почти исключительно используя слайд-технику.

## Биография
Джон Муни родился в Ист-Ориндже, штат Нью-Джерси в 1955 году и вырос в Рочестере, штат Нью-Йорк. В 15-летнем возрасте ушёл из дома, играл в уличном трио, и следующем году познакомился с Соном Хаусом, блюзменом из Миссисипи, который оказал на него огромное музыкальное влияние. Как вспоминал сам Муни: «Он оказал большое влияние на мою игру на слайд-гитаре, а также научил меня петь громко, но с чувством и ясностью». В начале 1970-х Муни провел несколько лет в качестве уличного певца, путешествуя со своей гитарой National Steel, в основном в Калифорнии, Аризоне и Техасе.
В 1976 году Муни переехал в Новый Орлеан, и вскоре он играл со многими музыкантами R&B-круга Нового Орлеана, включая Эрла Кинга, The Meters, Снукса Иглина и Профессора Лонгхейра. 
В 1979 году Джон Муни выпустил свой дебютный альбом Comin’ Your Way на Blind Pig Records. В 1981 году он сформировал свою собственную группу Bluesiana, с которой он записывается и гастролирует с того времени. Он выпустил альбомы на нескольких разных лейблах, как на американских, так и на европейских. В 1998 году впервые был номинирован на Blues Music Awards в номинации «Альбом акустического блюза», и впоследствии получил ещё пять номинаций премии. Выступает как в США, так и за пределами страны.
С 1995 года живёт в Пайн-Айленде, уехав из Нового Орлеана после борьбы с наркотической зависимостью.
«В мире технически искусных музыкантов, которые все звучат одинаково, Муни разработал одну из самых отличительных и легко узнаваемых гитарных и вокальных подписей среди всех живущих сегодня. Его ядовитые, пропитанные слайдами интерпретации новоорлеанского мамбо и ритмов второй линии дельты Миссисипи, вплетают серьезный фанковый грув через блюз… Добавьте к этому голос, который может заполнить комнату без микрофона, резонирующий эмоциями и парящий и стонущий с призраками Сона Хауса и Профессором Лонгхейром, и вы получите соблазнительный музыкальный коктейль».
«Мало кто из музыкантов так плодотворно играет слайдом и использует его с такой демонической яростью, как Муни. Нередко можно увидеть, как он играет почти весь сет, не убирая его». Джон Муни относительно своей манеры сказал, что: «Я не умею играть на «обычной» гитаре. Много лет назад, когда мне было 12 или 13, я решил, что бесполезно пытаться играть то, что играют другие, потому что я просто не был хорош в этом. Так что я никогда не пытался. Вот почему я не знаю всего того, что знают все остальные».
«Без разницы играет ли он на акустической или электрической гитаре, Джон Муни выдаёт олдскул-блюз».
По словам самого Муни музыка, которую он играет: «…дельта-фанк, новоорлеанский блюз второго эшелона, смешанный с Профессором Лонгхейром. Это по-настоящему танцевально, в быстром темпе, более фанково, чем играют чикагские блюзовые группы».

## Дискография
- 1979 Comin’ Your Way (Blind Pig)
- 1984 Telephone Blues (Powerhouse)
- 1985 Sideways in Paradise (Seymour Records)
- 1990 Late Last Night (Bullseye Blues)
- 1991 Telephone King (Powerhouse)
- 1992 Testimony (Domino)
- 1993 Sideways in Paradise (Blind Pig)
- 1995 Travelin' On (CrossCut)
- 1995 Dealing with the Devil (Ruf)
- 1996 Against the Wall (House of Blues)
- 2000 Gone to Hell (Blind Pig)
- 2002 All I Want (Blind Pig)
- 2006 Big Ol’ Fiya (Live Music Lives)
- 2014 Son and Moon (Fatback Records)
- 2016 Live at Jazzfest 2016 (Munck Music)
- 2017 Truth of the Matter (John Mooney Music / Funny Bird Records)